# Portugal Digital Songs
Portugal Digital Songs foi uma tabela musical publicada semanalmente pela revista norte-americana Billboard. Desde de 2007, a lista compilava as canções mais vendidas em formato digital, a partir de dados recolhidos pela empresa Nielsen SoundScan Portugal. Até 2014, a semana de contagem começava na segunda-feira e termina no domingo, com os dados finais a serem publicados no sábado seguinte.
Exemplo:
Segunda-feira, 31 de Dezembro – início da semana de contagem das vendas;
Domingo, 6 de Janeiro – término da semana de contagem das vendas;
Quinta-feira, 10 de Janeiro – publicação da nova tabela datada de Sábado, 12 de Janeiro.
Inicialmente, a tabela musical era apenas revelada através da secção "Hits of the World"  na revista física publicada todos os meses, contudo, a Billboard passou a disponibilizar os dados em 2013 após remodelação do seu sítio na Internet. Na primeira edição a ser publicada on-line, nove semanas após a criação da lista, a primeira canção a atingir o topo foi "Boa Sorte (Good Luck)", de Vanessa da Mata, que conta com a participação de Ben Harper, a 3 de Novembro de 2007.
Em julho de 2021, a lista já não estava disponível, sendo incerto quando é que a mesma deixou de ser publicada. Em fevereiro de 2022, foi substituída pela tabela Portugal Songs.